# トヨペット・ライトスタウト
トヨペット・ライトスタウトは、1963年（昭和38年）から1967年（昭和42年）にかけて、トヨタ自動車工業（現・トヨタ自動車）が製造し、トヨタ自動車販売（現・トヨタ自動車）が販売した小型ピックアップトラックである。
1960年代、1トン積み小型ボンネットトラックの市場は使い減りしない堅牢性と、オースチン譲りのトルクフルで快活なガソリンエンジンで、ダットサンが圧倒的なシェアを誇っていた。一方、トヨタの擁する1,000cc級のガソリンエンジンを搭載した乗用車ベースのコロナラインでは歯が立たず、ダットサンへの対抗車種としてライトスタウトが企画された。
1.75 - 2トン積みのヘビーデューティーなトヨタ・スタウトに対し、トヨペットブランドのライトスタウトでは乗用車のような乗り心地と、取り回しのよさを主眼に開発され、商店主などのオーナードライバーをメインターゲットとしていた。開発期間の短縮と開発費用の削減を狙い、多くの部品はスタウトと共用された。トヨタの商用車ラインナップ中ではマスターラインとスタウトの間に位置する。
1963年（昭和38年）9月20日に発表・発売されたが、ダットサンの牙城を崩すほどの躍進は見られず、トヨタがこのクラスを征するためには、新規開発による後継車の登場を待たなければならなかった。
1966年（昭和41年）に日野自動車との業務提携を締結し、それ以後、トヨタの小型ボンネットトラックの設計と生産は、トラック作りのノウハウに優れる日野が担当することとなり、ブリスカを経て、ハイラックスへと受け継がれて行く。
|                            | ライトスタウト RK40     | スタウト RK45 / RK100                            | 備考 |
| -------------------------- | ----------------------- | ------------------------------------------------ | ---- |
| 全長                       | 4,285 mm                | 4,690 mm                                         |      |
| 全高                       | 1,725 mm                | 1,750 mm                                         |      |
| ホイールベース             | 2.600 mm                | 2,800 mm                                         |      |
| 車両重量                   | 1,190 kg                | 1,420 kg                                         |      |
| 積載量                     | 1000 kg                 | 1750 / 2000 kg                                   |      |
| 定員                       | 3                       | 3                                                |      |
| エンジン                   | 2R型 1,500 cc           | R型 1,500 cc （RK45） 3R- B型 1,900 cc （RK100） |      |
| トランスミッション         |                         |                                                  |      |
| 最終減速比                 |                         |                                                  |      |
| フロントサスペンション形式 | ダブルウイッシュボーン  | リジッド                                         |      |
| ばね形式                   | コイル                  | リーフ                                           |      |
| リアサスペンション形式     | リジッド                | リジッド                                         |      |
| ばね形式                   | リーフ （ソフトライド） | リーフ                                           |      |
| ホイール                   | 5穴・13インチ           | 6穴・15インチ                                    |      |
| タイヤ                     | 6.50-13 6プライ         | 7.00-15 8プライ                                  |      |
| バンパーオーバーライダー   | 無                      | 有                                               |      |

## 出展
1. ↑  トヨタ企業サイト | トヨタ自動車75年史 | 車両系統図 | 車両詳細情報 | トヨペット・ライトスタウト - トヨタ自動車（2015年12月7日閲覧）
2. ↑  トヨタ企業サイト | トヨタ自動車75年史 | 車両系統図 | 車両詳細情報 | トヨタ・スタウト - トヨタ自動車（2015年12月7日閲覧）